# El vaixell dels bojos
El vaixell dels bojos (títol original en anglès Ship of Fools) és una pel·lícula estatunidenca dirigida per Stanley Kramer i estrenada l'any 1965. Basada en l'obra homònima de Katherine Anne Porter, ha estat doblada al català.

## Repartiment
- Vivien Leigh: Mary Treaswell
- Simone Signoret: La comtessa
- José Ferrer: Siegfried Rieber
- Lee Marvin: Bill Tenny
- Oskar Werner: Willie Schumann
- Elizabeth Ashley: Jenny Brown
- George Segal: David
- José Greco: Pepe
- Charles Korvin: el capità Thiele
- Heinz Rühmann: Julius Lowenthal
- Alf Kjellin: Freytag
- Michael Dunn:Karl Glocken

## Premis i nominacions[calcitació]

### Premis
- 1966: Oscar a la millor fotografia en blanc i negre per Ernest Laszlo
- 1966: Oscar a la millor direcció artística en blanc i negre per Robert Clatworthy i Joseph Kish

### Nominacions
- 1966: Oscar a la millor pel·lícula
- 1966: Oscar al millor actor per Oskar Werner
- 1966: Oscar a la millor actriu per Simone Signoret
- 1966: Oscar al millor actor secundari per Michael Dunn
- 1966: Oscar al millor guió adaptat per Abby Mann
- 1966: Oscar al millor vestuari en blanc i negre per Bill Thomas i Jean Louis
- 1966: Globus d'Or a la millor pel·lícula dramàtica
- 1966: Globus d'Or al millor actor dramàtic per Oskar Werner
- 1966: Globus d'Or a la millor actriu dramàtica per Simone Signoret
- 1966: BAFTA al millor actor estranger per Oskar Werner
- 1966: BAFTA a la millor actriu estrangera per Simone Signoret